# Juan Lozano Ramírez
Juan Francisco Lozano Ramírez (Bogotá, 19 de marzo de 1964) es un periodista, abogado y político colombiano. Es columnista en el diario El Tiempo. En las elecciones del 2010 fue elegido con la mayor votación como senador de Colombia para el periodo 2010-2014. Fue gerente de noticias de El Tiempo Casa Editorial, y subdirector de noticias del canal Citytv, desde marzo de 1999, hasta febrero del 2000, en febrero de 2001 asumió la dirección del noticiero tras la salida de Darío Fernando Patiño donde estuvo en el cargo hasta junio de 2003, donde salió para postularse a la Alcaldía de Bogotá, fue sustituido por el periodista Darío Restrepo Vélez, 14 años después, el 12 de septiembre de 2017, regresó al periodismo esta vez fue nombrado director del canal Red+, y del noticiero Red+Noticias, donde asumió el 25 de septiembre de 2017 y estuvo hasta el 20 de junio de 2019 en el cargo, el 27 de mayo del 2019 fue nombrado como director de Noticias RCN, en sustitución de Claudia Gurisatti donde estuvo desde el 15 de julio de 2019, hasta el 28 de febrero de 2021, donde salió para asumir el cargo de Consejero de Medios de la Organización Ardila Lülle desde el 1 de marzo de 2021, fue sustituido por el periodista José Manuel Acevedo en la dirección de noticias, fue analista de las emisoras de Blu Radio, Caracol Radio y actualmente en La FM.

## Biografía
Es nieto de Juan Lozano y Lozano, político liberal, periodista y poeta tolimense. Lozano Ramírez es abogado de la Universidad de los Andes  y periodista. Estuvo vinculado como periodista a la Casa Editorial El Tiempo, desde la prensa escrita y el canal Citytv hasta 2003. Ha sido  profesor de derecho y periodismo en la Universidad de los Andes, Universidad del Rosario, Universidad Javeriana y actualmente decano de la facultad de Comunicación social y Periodismo de la  Universidad Sergio Arboleda.
En el ámbito jurídico ha sido abogado asociado de la firma internacional de abogados Baker & McKenzie en Bogotá. Fue consejero de los noticieros de mayor sintonía televisiva en el país. Su labor como periodista fue reconocida con varios premios Simón Bolívar, el más prestigioso galardón al periodismo en Colombia, así como del Círculo de Periodistas de Bogotá (CPB) y otras distinciones especializadas. Fue uno de los cofundadores y director general de Información y Opinión del Canal Citytv desde febrero del 2000 hasta junio de 2003; también fue el director general de Red+ tras la renuncia de Álvaro García Jiménez en el año 2017, Columnista de los periódicos más importantes de Colombia El Tiempo, El Espectador y La Prensa. Fue Director de la Unidad Investigativa, Editor de Semanarios y miembro del Consejo Editorial de El Tiempo.
Autor de la ‘Ley María’, que estableció la licencia de paternidad en Colombia, la Ley les permitió a los padres estar con sus bebés los primeros días de vida. Lideró la instalación y montaje de las Comisarías de Familia en Colombia.

## Trayectoria política
En la juventud se unió a las juventudes que acompañaron el nacimiento del Nuevo Liberalismo, dirigido por Luis Carlos Galán. Fue designado alcalde de Bojacá en 1987. Trabajó en la coordinación de la campaña del Nuevo Liberalismo en Cundinamarca, fue elegido diputado a la Asamblea Departamental. Luego, en 1988, el entonces gobernador de Cundianamarca Jaime Posada lo nombró Secretario de Desarrollo del departamento. Se desempeñó como Secretario Privado de Luis Carlos Galán, hasta su asesinato. Fue Consejero Presidencial para Asuntos Sociales en el gobierno de César Gaviria.
Lozano conformó la Comisión de Notables para la reforma del fútbol en el gobierno de Andrés Pastrana. Juan Lozano fue segundo en las elecciones de 2003 para la Alcaldía Mayor de Bogotá cuando ganó Luis Eduardo Garzón. Desde las páginas de El Tiempo, apoyó a Álvaro Uribe Vélez y en 2004 fue designado Alto Consejero Presidencial  hasta el año 2006.

### Ministro del Medio Ambiente, Vivienda y Desarrollo
Fue Ministro de Ambiente, Vivienda y Desarrollo Territorial  (2006-2009) durante el gobierno del presidente Álvaro Uribe en reemplazo de Sandra Suárez; renunció al gabinete de ministros para postular al Senado de Colombia.
Cuando dirigió dicha cartera se incrementó  el aporte de presupuesto nacional para Vivienda de Interés Social (VIS) urbana y se logró un convenio con el sector financiero para la colocación de $1,8 billones en créditos para impulsar la financiación de Vivienda de Interés Social. Se creó el Viceministerio de Agua y Saneamiento Básico. Se asignaron recursos parafinanciar los treinta y dos Planes Departamentales de Agua y Saneamiento Básico. Establecimiento de acuerdos interinstitucionales para el saneamiento de las cuencas de los ríos Bogotá, Chicamocha y Fonce. Abanderó los procesos de acueducto y alcantarillado entre los que se destacan Santa Marta, Ipiales, Inírida, Girón, Barranquilla y Aguachica. Lideró procesos en el marco del Protocolo de Kioto  en disminución del dióxido de carbono, así como la responsabilidad ambiental empresarial.
En alianza con el sector privado se desarrollaron acciones de reforestación en la Laguna de la Magdalena en el Macizo Colombiano. Se declaró a Malpelo como Patrimonio Natural de la Humanidad. También se declararon como áreas protegidas el complejo volcánico Doña Juana Cascabel y Churumbelos.

### Senador de la República
El 14 de marzo de 2010 llegó al Senado de la República con la votación más alta del país, alcanzando los 212.814 votos. El 6 de agosto de 2010 las bancadas de Senado y Cámara de Representantes del Partido de la U, Partido mayoritario de Colombia eligieron a Juan Lozano como Director Único y Presidente de la Dirección Nacional del Partido de la U, en reemplazo de Juan Manuel Santos Calderón.
Fundó y presidió el Capítulo de Transparencia Internacional en Colombia; autor de numerosos textos, ponencias y conferencias dedicadas a la lucha anticorrupción. Junto con el actual Fiscal de la Corte Penal Internacional, Luís Moreno Ocampo, y un grupo de catedráticos de la región, preparó el libro ‘Fuentes para la lucha anticorrupción en América Latina’.
Como senador se desempeñó en proyectos de ley como el de embriaguez  y reincidencia, así como de la ley que permitió Por medio de la cual se adoptan medidas de política y se regula el funcionamiento del programa Familias en Acción Como senador defendió el fuero penal militar en Colombia y criticó  al gobierno de Juan Manuel Santos por vacilar en la aprobación del mismo.

## Reconocimientos
Juan Lozano como asesor editorial de El Tiempo, en 1996 ganó  el premio Simón Bolívar a la mejor columna de opinión.